# Adenophora sajanensis
Adenophora sajanensis là loài thực vật có hoa trong họ Hoa chuông. Loài này được Stepanov N. V. mô tả khoa học đầu tiên năm 2005.